# Использование армией США боеприпасов с обеднённым ураном
Армия США применяла боеприпасы с обеднённым ураном в ходе различных боевых действий. Их использование наиболее часто происходило в качестве 30-мм боеприпасов к авиапушке GAU-8 Avenger ВВС, чуть реже — как 25-мм боеприпасы к пушке M242 ВС и КМП. Основной причиной использования боеприпасов с обеднённым ураном считают производимые ими запредельные разрушения, а также хорошую горючесть, что обеспечивает высокое бронебойное действие.
Боеприпасы с обеднённым ураном не признаются химическим оружием международными организациями, а его применение никак не регулируется и не запрещено.

## Последствия
Уран токсичен, однако гораздо менее опасен, чем ртуть или мышьяк. Основной проблемой обеднённого урана считается вдыхание его пыли, образовавшейся при разрушении снарядов. В результате удара или взрыва формируется оксид урана, способный в теории загрязнить местность или попасть внутрь дыхательных путей человека, из-за чего возникает риск возникновения угрозы последствий для здоровья.
Основной угрозой от обеднённого урана, поскольку он низкорадиоактивен, считается токсичность — так, она в миллион раз гипотетически опаснее для человека, чем радиоактивное воздействие.
Исследование рабочей группы Королевского научного общества по вопросам опасности здоровья от боеприпасов с обеднённым ураном пришла к выводу, что риски для здоровья, вызванные использованием обеднённого урана в оружии, крайне незначительны.
По заявлению МО США, не существует ни единого задокументированного случая возникновения рака из-за обеднённого урана, что подтверждается исследованиями в данном вопросе.
По расчётам Всемирной организации здравоохранения, предельная доза облучения, которая может быть получена при попадании в организм частиц обеднённого урана, составляет менее половины предельной годовой дозы для лиц, работающих в условиях радиации. По заключению ВОЗ, это может увеличить риск лейкемии не более чем на 2 %.

## В Ираке

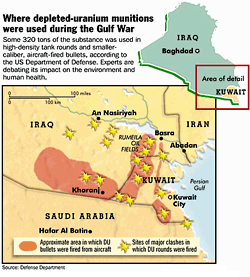
Территории в Ираке и Кувейте, на которых США применяли боеприпасы с обеднённым ураном

Во время первой войны международной коалиции против Ирака коалиция выпустила в общей сумме около 782 414 снарядов с обеднённым ураном, большая часть из которых приходится на США. Всего было использовано от 275 до 300 тонн обеднённого урана.
За период Иракской войны 2003 года было выпущено около 300 000 снарядов с обеднённым ураном, большая часть которых приходится на США.
Исследования, затрагивающие воздействие обеднённого урана на ветеранов войны в Ираке, не обнаружили каких-либо проблем со здоровьем у оных. Сделано заключение, что обеднённый уран не вызывает проблем со здоровьем.
В 1999 году по итогам исследования показателей здоровья участников войны в Персидском заливе какие-либо значимые отклонения в здоровье выявлены не были.
«Синдром войны в Персидском заливе» по итогам исследования данного вопроса признан несуществующей мистификацией.

## В Югославии

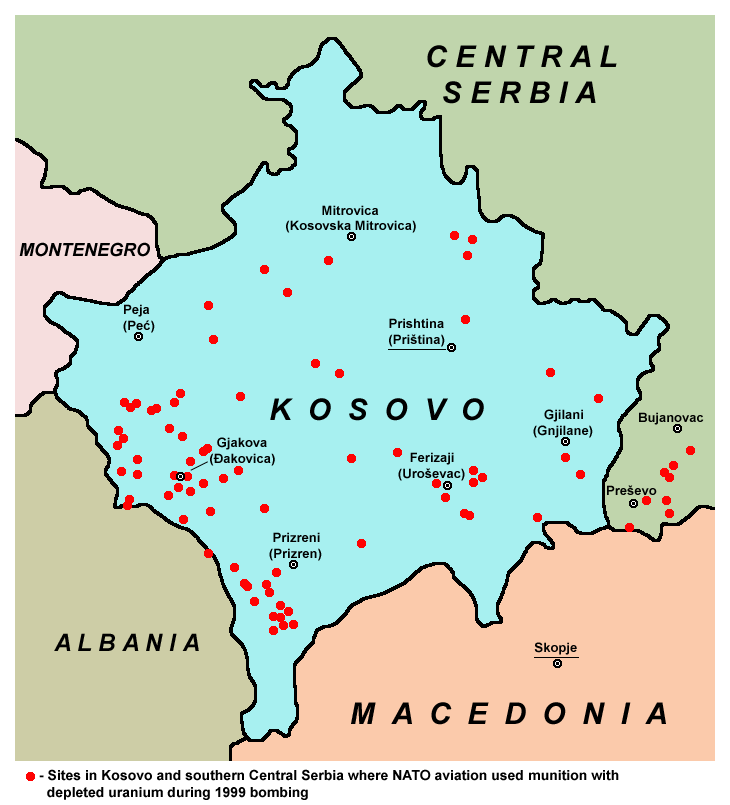
Основные места использования боеприпасов с обеднённым ураном в бывшей Югославии

В ходе бомбардировок в Югославии и Боснии США выпустили более 40 000 снарядов с обеднённым ураном, большая часть из которых пришлась на Косово и Боснию.
Имелись различные локальные сообщения о наличии последствий применения обеднённого урана. Так, BBC сообщает о том, что неназванная организация ветеранов военных Италии имеет сведения о 50 погибших и 200 заболевших участников бомбардировок в Югославии и Боснии, в большей степени из-за рака на различных стадиях, однако официально подтверждений оных нет: в 2002 году, по данным исследования МО Италии, военнослужащие Италии, принимавшие участие в операциях, лишь чуть чаще среднего заболевают онкологическими заболеваниями, что соответствует заключению ВОЗ. Похоже данные поступали в схожих формах и от других стран. В 2011 году исследователи не обнаружили за период 1996—2007 роста заболеваемости лимфомой Ходжкина и раком щитовидной железы у итальянских военнослужащих, служивших в Боснии и Косове.
По данным расследования ЮНЕП ООН, использование обеднённого урана в Югославии никак не сказалось на окружающей среде и/или на населении, а также участниках боевых действий.
Итальянские учёные, исследовавшие вопрос о загрязнении местности вблизи мест обстрела снарядами с обеднённым ураном в Косове, подтвердили слегка повышенное содержание обеднённого урана (с пониженным изотопным отношением 235U/238U по сравнению с природным) в некоторых образцах почвы, но при этом общее содержание урана не выходило за пределы обычных природных концентраций (единицы мг/кг) и области, где найдены аномалии, весьма ограничены в пространстве. Это же относится и к концентрации урана в организмах дождевых червей, несмотря на то, что в некоторых образцах часть урана представлена обеднённым U.